# Stadler Allegra
Das Unternehmen Stadler hat für die Rhätische Bahn (RhB) eine Triebzugfamilie entwickelt, die sie unter dem Namen Allegra vermarktet. 
Die folgenden Fahrzeuge gehören zur Fahrzeugfamilie Allegra:
- RhB ABe 8/12, die zwischen 2009 und 2011 ausgelieferten Zweisystemfahrzeuge für das Stammnetz, die Arosa- und die Berninabahn (15 Stück)
- RhB ABe 4/16 3101–3105, die zwischen 2011 und 2012 ausgelieferten Einspannungsfahrzeuge für das Stammnetz (5 Stück)